# Rostzwitter
Rostzwitter war ein Volumenmaß in den Hüttenwerken des Meißnischen Erzgebirges.
- 1 Rostzwitter = 60 Fuder (Erz, Kiese, Eisenstein)
- 1 Fuder = 3 Karren